# Nassau Street Line
| Urban tunnel stop on track |

| Urban tunnel stop on track |

| Urban tunnel stop on track |

| Urban tunnel stop on track |

| Urban tunnel stop on track |

| Urban end station in tunnel |

| Urban tunnel stop on track |

| Urban tunnel stop on track |

| Urban tunnel stop on track |

| Urban tunnel stop on track |

| Urban tunnel stop on track |

| Urban end station in tunnel |

Nassau Street Line är en av New Yorks tunnelbanas linjer som går från Lower Manhattan och norrut till Essex Street i Lower East Side.  Stationen vid Essex Street är byggd 1908 och övriga stationer mellan 1913 och 1931. Från Essex Street fortsätter linjen vidare till Brooklyn. Banan trafikeras av linje J och Z. Endast sex stationer finns på Manhattan. Chambers Street var då den invigdes 1913 den stora huvudstationen för linjen på Manhattan. Stationen har idag några övergivna perronger då dagens station har mycket mindre passagerare.

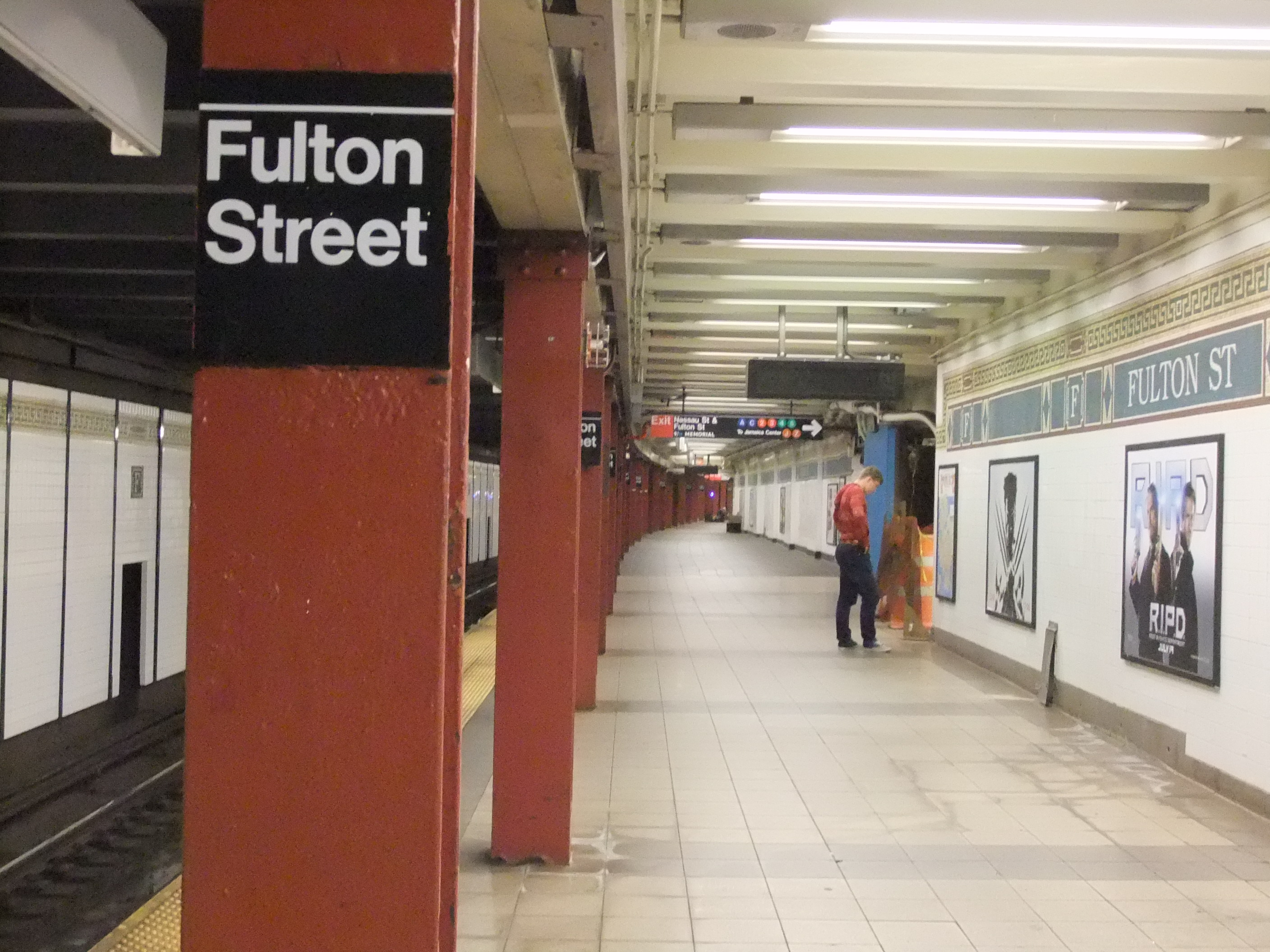
Fulton Street
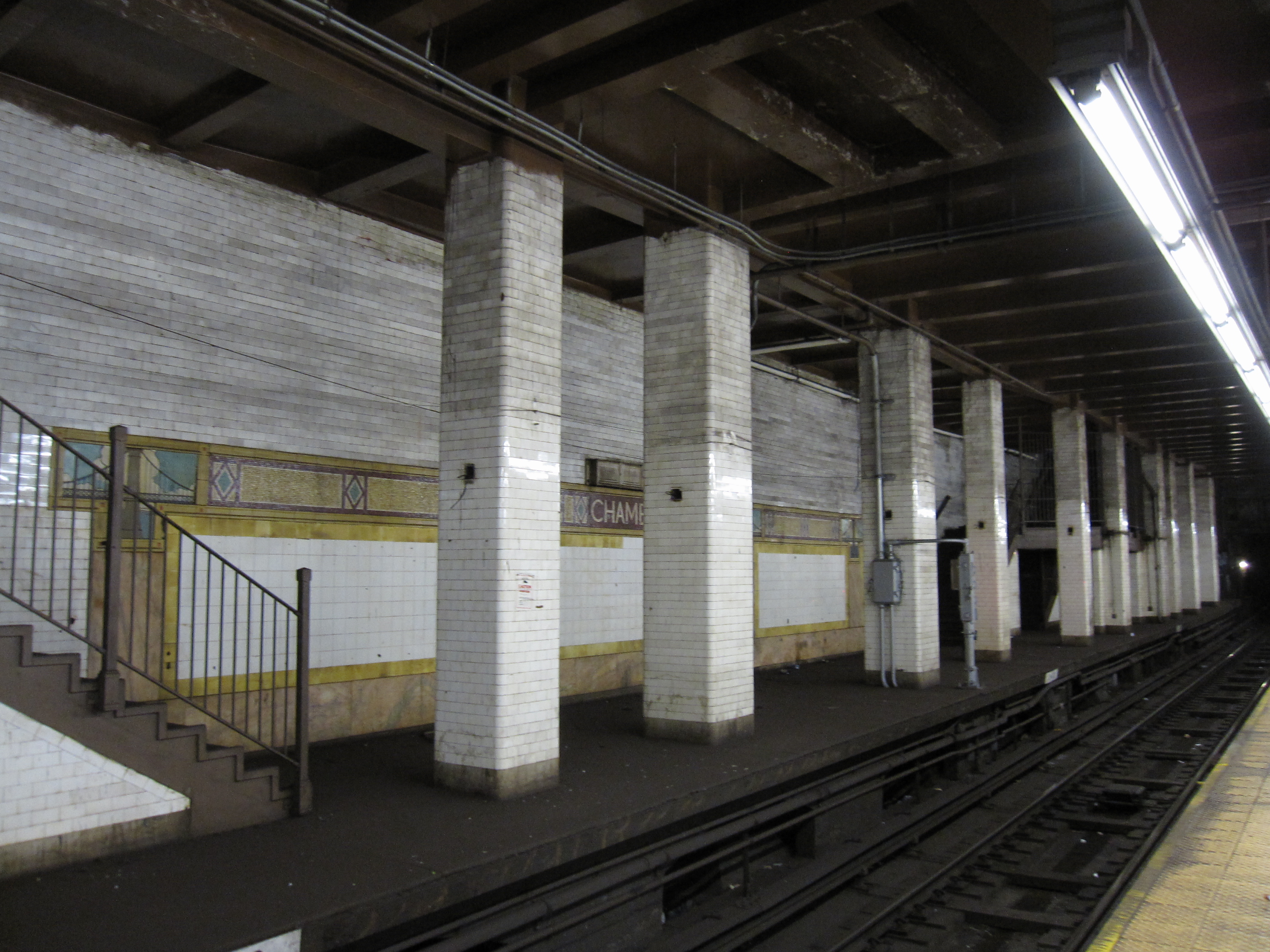
Övergiven perrong på Chambers Street
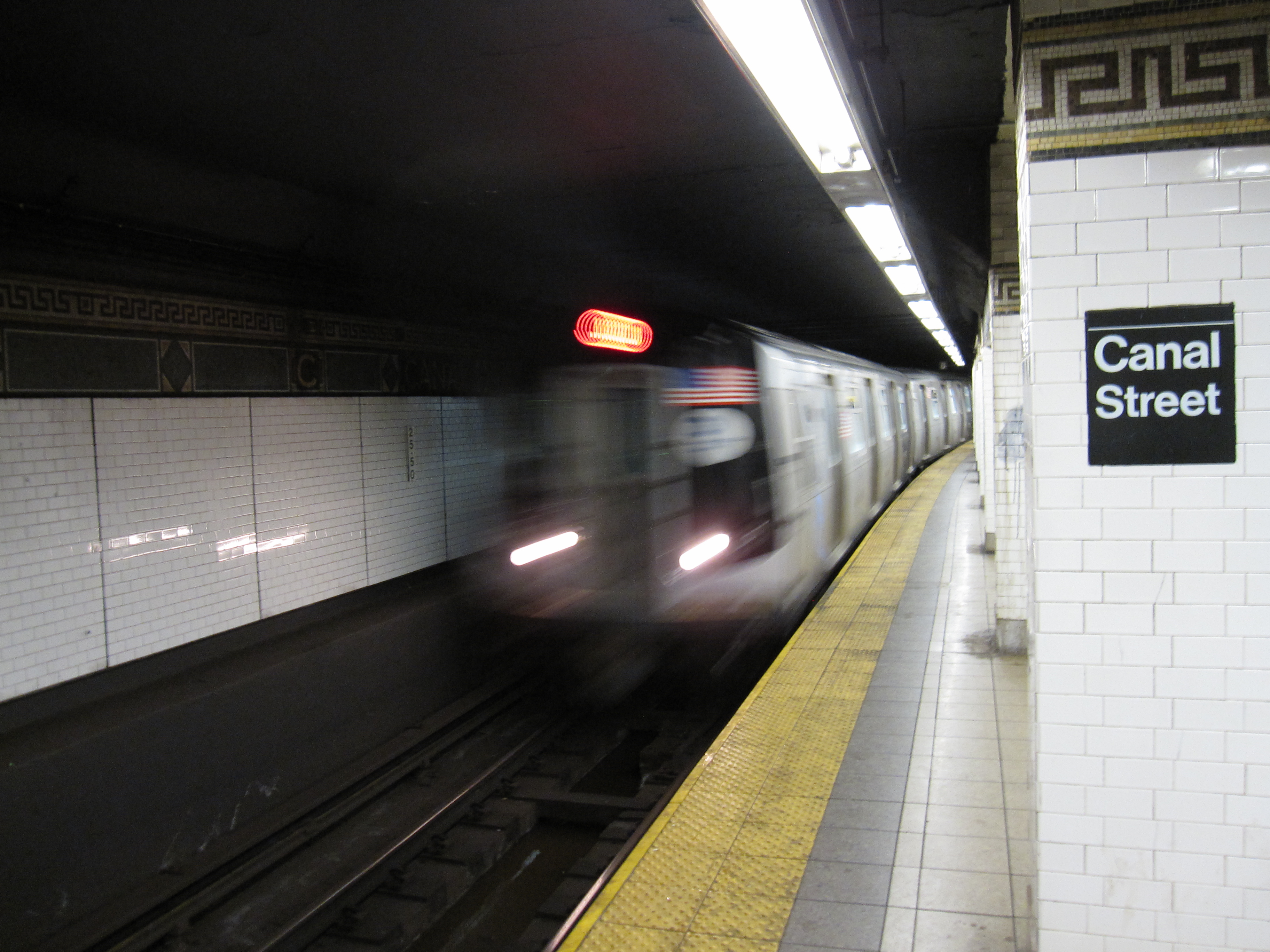
Canal Street
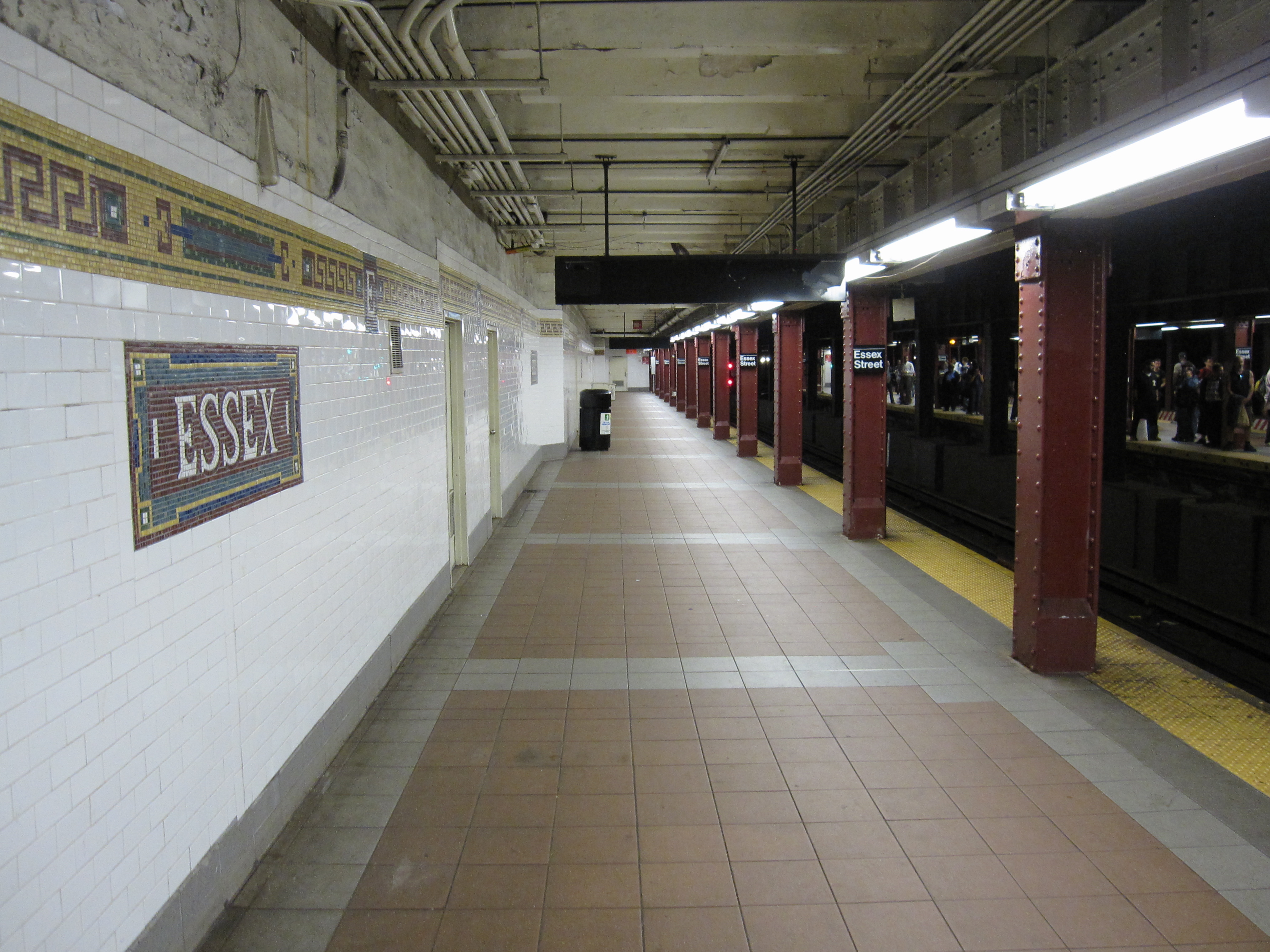
Essex Street